# In Old Oklahoma
In Old Oklahoma (Brasil: Quando a Mulher Se Atreve / Portugal: Fúria Ardente) é um filme norte-americano de 1943, do gênero faroeste, dirigido por Albert S. Rogell e estrelado por John Wayne e Martha Scott.

## A produção

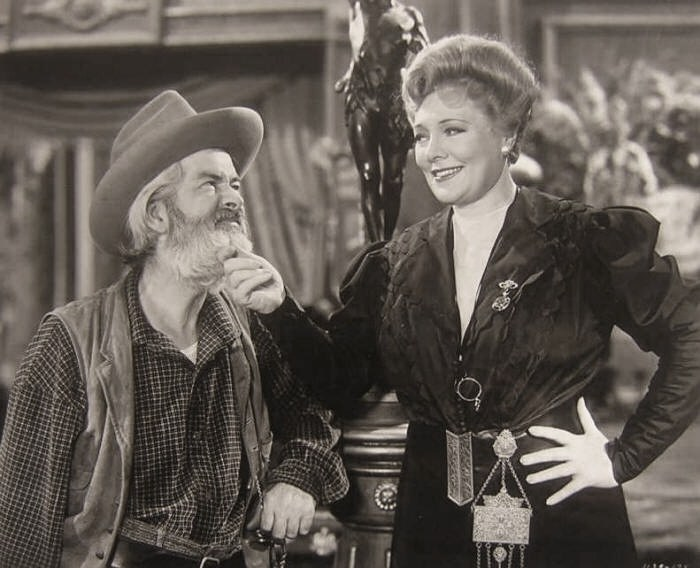
George 'Gabby' Hayes e Marjorie Rambeau em cena do filme

O filme foi lançado como War of the Wild Cats. Poucas semanas depois, o título foi mudado para In Old Oklahoma. Entretanto, quando de seu relançamento, a Republic Pictures voltou ao título inicial -- War of the Wildcats --, com o qual o filme tornou-se mais conhecido. As cenas de perseguição no final ficaram tão boas que foram aproveitadas em muitas produções futuras do estúdio.
In Old California marca a estreia no cinema de Rhonda Fleming. Sem receber créditos, ela interpreta uma das dançarinas do saloon. Por outro lado, Dale Evans, que tem um substancial papel nesta que é sua sétima aparição nas telas, no ano seguinte iniciaria uma longa e profícua parceria com Roy Rogers, o Rei dos Cowboys, de quem se tornaria esposa no último dia de 1947.
O filme recebeu duas indicações ao Oscar, nas categorias Melhor Trilha Sonora e Melhor Mixagem de Som.

## Sinopse
O cowboy Daniel Somers ajuda uma tribo indígena quando Jim 'Hunk' Gardner, um magnata do petróleo desonesto, quer perfurar suas terras e ficar com os lucros só para si.

## Principais premiações
| Prêmio | Categoria                                  | Situação |
| ------ | ------------------------------------------ | -------- |
| Oscar  | Melhor Trilha Sonora Melhor Mixagem de Som | Indicado |

## Elenco
| Ator/Atriz           | Personagem                |
| -------------------- | ------------------------- |
| John Wayne           | Daniel Somers             |
| Martha Scott         | Catherine Elizabeth Allen |
| Albert Dekker        | Jim 'Hunk' Gardner        |
| George 'Gabby' Hayes | Despirit Dean             |
| Marjorie Rambeau     | Bessie Baxter             |
| Dale Evans           | Cuddles Walker            |
| Grant Withers        | Richardson                |
| Sidney Blackmer      | Teddy Roosevelt           |
| Paul Fix             | Cherokee Kid              |
| Cecil Cunningham     | Senhora Ames              |
| Irving Bacon         | Ben                       |
| Byron Foulger        | Wilkins                   |
| Richard Graham       | Walter Ames               |